# 초즌 제이컵스
초즌 제이컵스(영어: Chosen Jacobs, 2001년 7월 1일 ~ )는 미국의 배우이다. 2016년부터 방영중인 텔레비전 드라마 《하와이 파이브-0》에서 윌 그로버 역, 2017년 영화 《그것》에서 마이크 핸런 역으로 잘 알려져 있다.

## 출연 작품

### 영화
- 그것 (2017) - 마이크 역
- 그것: 두 번째 이야기 (2019) - 어린 마이크 역
- 퍼플 하트 (2022)

### 텔레비전
- 하와이 파이브-0 (2016-18)
- 캐슬록 (2018)
- 갓 프렌디드 미 (2020)